# 河北医科大学
河北医科大学（中国語:河北医科大学;ピンイン: Héběi Yīkē Dàxué, Hebei_Medical_University, かほくいかだいがく）は中華人民共和国河北省石家荘市にある公立医科大学である。

## 沿革
清の時代である1894年に創立され、1995年に河北中医学院、石家庄医学高等専科学校と合併し、河北医科大学となる。

## 概要
2013年に河北中医学院が河北医科大学から独立。5つの大学病院を持ち、河北省最大の医学教育機関である。

## 学部

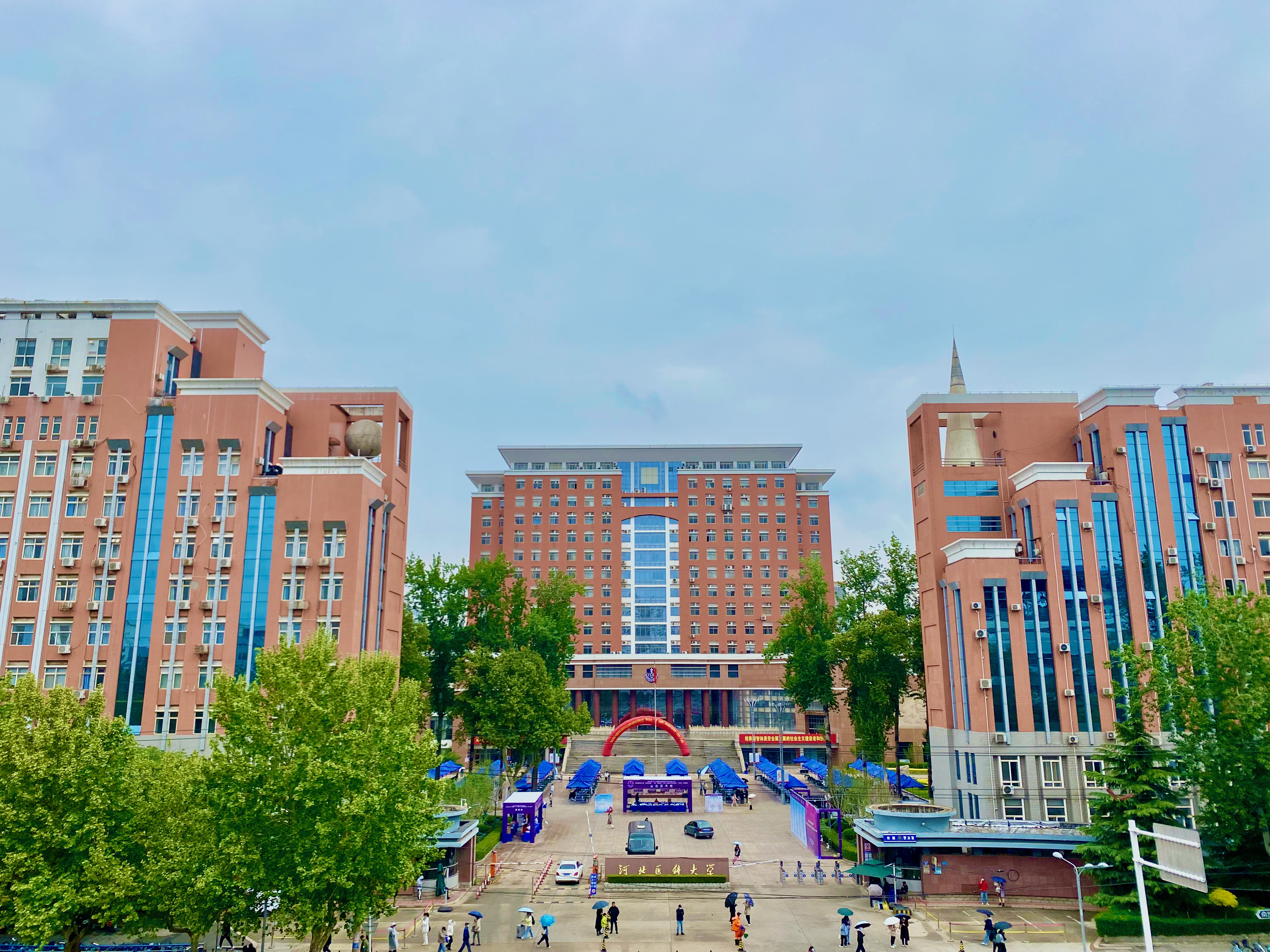
河北医科大学南門

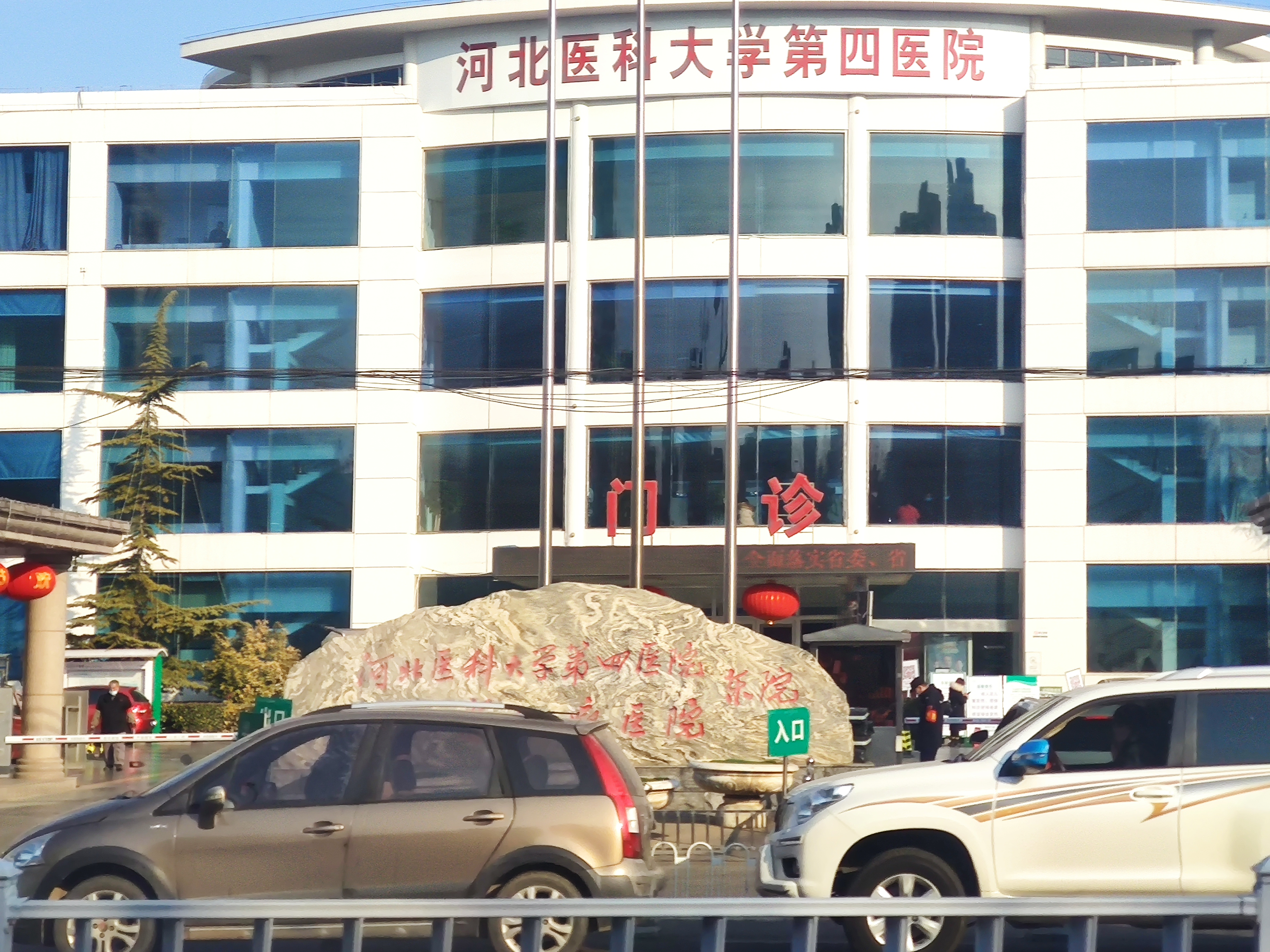
河北医科大学第四医院

- 臨床学院
- 基礎医学院
- 薬学院
- 公共衛生学院
- 中西医結合学院
- 看護学院
- 法医学院
- 医学技術学院
- 医学影像学院
- 口腔医学院

## 附属病院
- 河北医科大学第一医院
- 河北医科大学第二医院
- 河北医科大学第三医院
- 河北医科大学第四医院
- 河北医科大学口腔医院

非直属附属医院
- 河北省人民医院
- 河北省眼科医院
- 河北省児童医院
- 河北省胸科医院
- 唐山市工人医院
- 中国石油天然気集団公司中心医院
- 邯鄲市中心医院
- 邯鄲市中医院
- 滄州市中心医院
- 滄州市人民医院
- 滄州中西医結合医院
- 哈励遜国際和平医院／衡水市人民医院
- 石家庄市第一医院
- 石家庄市第三医院
- 石家庄市第四医院
- 石家庄市第五医院
- 石家庄市中医院
- 秦皇島市第一医院
- 求恩国際和平医院
- 邢台市人民医院
- 華北油田管理局総医院
- 廊坊市人民医院
- 保定市第一中心医院
- 河北燕達医院
- 開滦総医院
- 河北以岭医院
- 上海市浦東医院

## 対外関係

### 日本における協定校
- 山形大学
- 自治医科大学
- 千葉大学
- 信州大学
- 鳥取大学
- 香川大学
- 松本歯科大学